# Danh sách đảo Nga
Dưới đây là danh sách các đảo của Nga. Bao gồm cả các quần đảo và đảo nằm trên sông, hồ, biển nội địa có diện tích đáng kể.

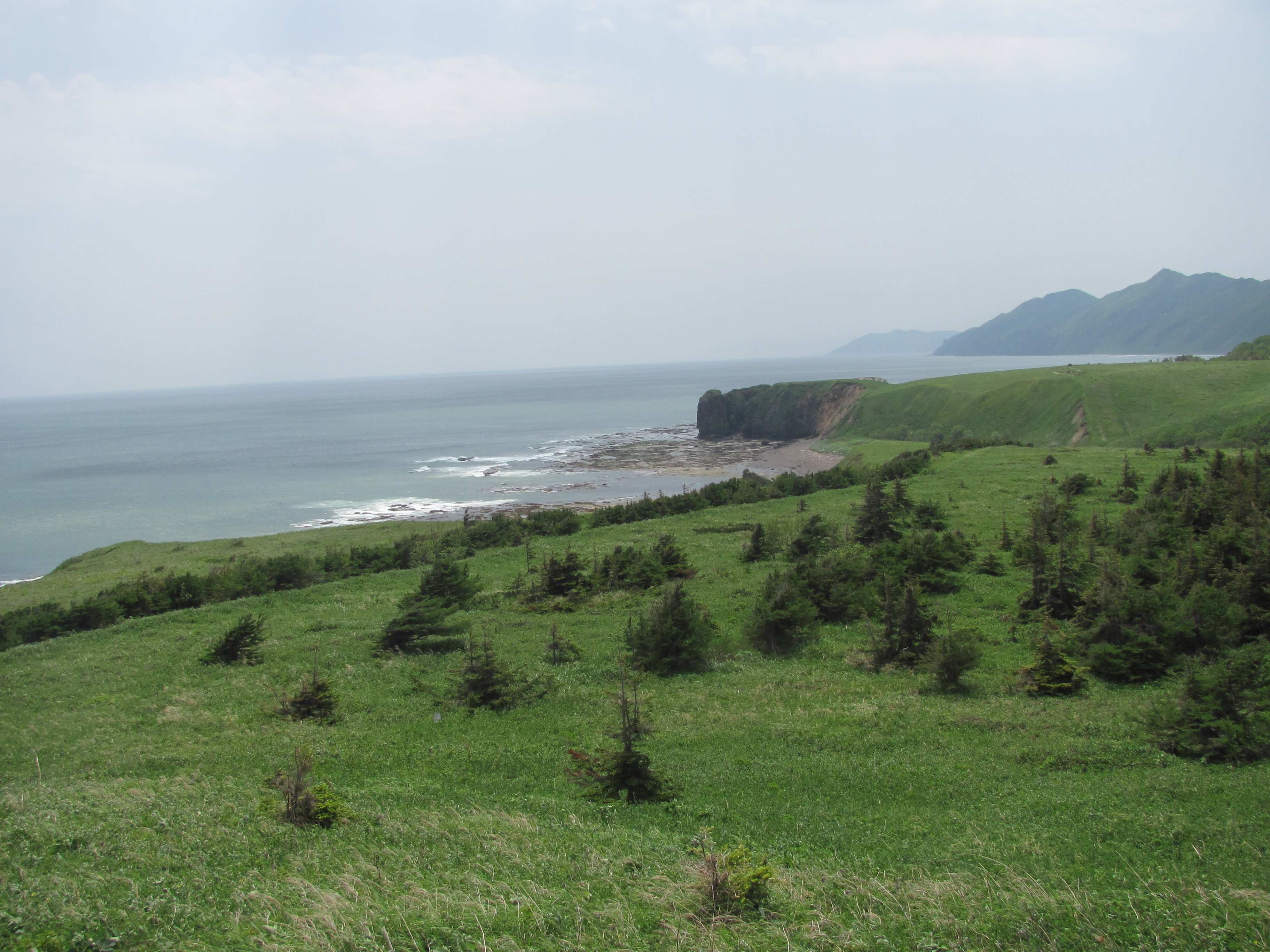
Mũi Tihii, Sakhalin (hòn đảo lớn nhất của Nga và Bắc Thái Bình Dương.

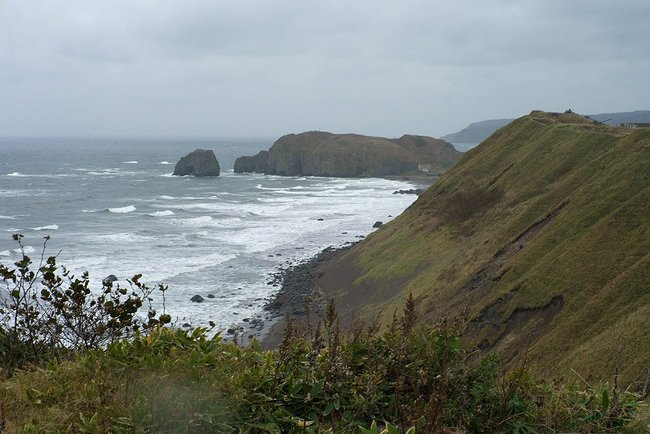
Bờ biển của Đảo Kunashir: Ảnh được chụp bởi Tổng thống Nga Dmitry Medvedev vào tháng 11 năm 2010.

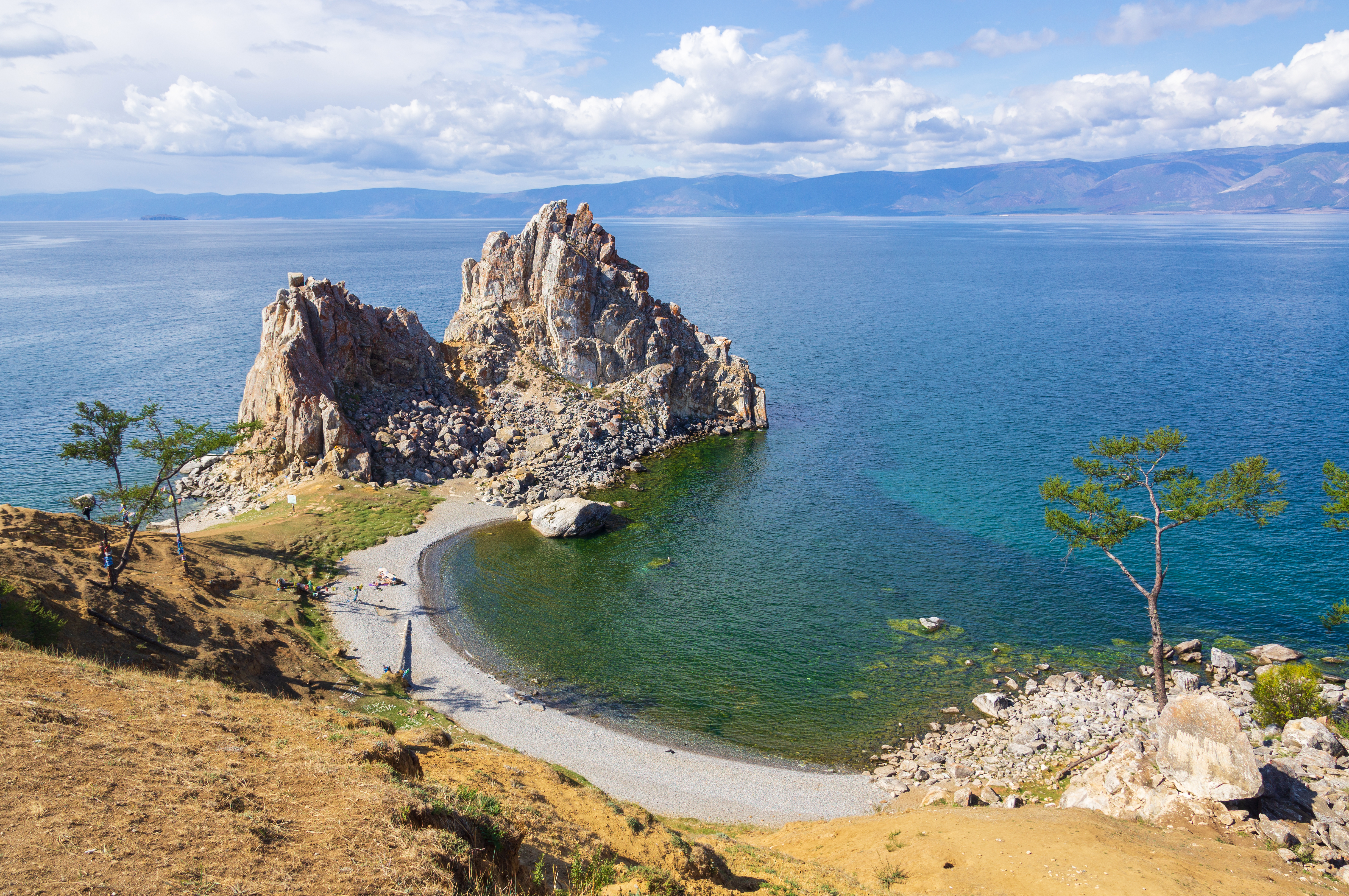
Đá thánh Shamanka trong Saman giáo là một trong số những địa điểm linh thiêng ở châu Á, nằm trên đảo Olkhon.

- Aleksandry, một phần của Quần đảo Franz Josef Land
- Atlasov, một phần của Quần đảo Kuril
- Ayon
- Belkovsky, một phần của Quần đảo Tân Siberi
- Đảo Bely, nằm trong Biển Kara
- Bennetta, một phần của Quần đảo Tân Siberi
- Big Diomede (đảo Ratmanov)
- Bolotnyi ostov, Sông Moskva, Moskva
- Đảo Bolshevik, một phần của Quần đảo Severnaya Zemlya
- Đảo Bolshoy Lyakhovsky
- De Long, một phần của Quần đảo Tân Siberi
- Đảo Dikson, nằm trong Biển Kara
- Đảo Ensomheden, nằm trong Biển Kara
- Georga, một phần của Quần đảo Franz Josef Land
- Đảo Graham Bell, một phần của Quần đảo Franz Josef Land
- Iony, nằm trong Biển Okhotsk
- Iturup (Etorofu), một phần của Quần đảo Kuril, Nhật Bản tuyên bố chủ quyền với hòn đảo
- Kolguyev, phía đông nam Biển Barents
- Komsomolets, một phần của QUần đảo Severnaya Zemlya
- Đảo Kotelny, một phần của Quần đảo Tân Siberi
- Kunashir,  một phần của Quần đảo Kuril, Nhật Bản tuyên bố chủ quyền với hòn đảo
- Đảo Lisy, nằm trong Biển Nhật Bản
- Đảo Mezhdusharskiy, một phần của Quần đảo Novaya Zemlya
- Novaya Sibir, một phần của Quần đảo Tân Siberi
- Novaya Zemlya
- Oktyabrskoy Revolyutsii, một phần của Quần đảo Severnaya Zemlya
- Olkhon, nằm trong Hồ Baikal
- Onekotan, một phần của Quần đảo Kuril
- Rudolfa, một phần của Quần đảo Franz Josef Land
- Paramushir,  một phần của Quần đảo Kuril
- Pioneer, một phần của Quần đảo Severnaya Zemlya
- Đảo Popov, một phần của Quần đảo Eugénie
- Đảo Russky, một phần của Quần đảo Eugénie
- Sakhalin
- Shaman-kamen, nằm trong Hồ Baikal
- Đảo Schmidt, một phần của Quần đảo Severnaya Zemlya
- Đảo Severny, một phần của Quần đảo Novaya Zemlya
- Shiashkotan, một phần của Quần đảo Kuril
- Shumshu, một phần của Quần đảo Kuril
- Sibiryakova ostov, Sông Angara, trong thành phố Irkutsk
- Simushir, một phần của Quần đảo Kuril
- Solovetsky
- Urup, một phần của Quần đảo Kuril
- Đảo Ushakov, nằm trong Biển Kara
- Ushkanii ostrova, nằm trong Hồ Baikal
- Vasilievski ostov, Sankt-Peterburg
- Vaygach
- Vilcheka, một phần của Quần đảo Franz Josef Land
- Đảo Vize, tận cùng phía Bắc Biển Kara
- Đảo Wrangel (Vrangelya)
- Đảo Yunosti, Sông Angara, trong thành phố Irkutsk
- Yuzhny, một phần của Quần đảo Novaya Zemlya
- Đảo Zhokhov, một phần của Quần đảo Tân Siberi